# Cardiopetalum plicatum
Cardiopetalum plicatum är en kirimojaväxtart som beskrevs av Nancy A. Murray. Cardiopetalum plicatum ingår i släktet Cardiopetalum och familjen kirimojaväxter. Inga underarter finns listade i Catalogue of Life.